# Ursula Ratasepp
Ursula Ratasepp, née le 17 juin 1982 , est une actrice estonienne.

## Biographie
Après avoir étudié le théâtre au Collège de la Vieille ville de Tallinn (2001), Ursula Ratasepp poursuit des études de psychologie à l'Université de Tartu. Elle étudie ensuite à l'École estonienne de théâtre et de musique. Depuis 2006, elle est comédienne au Théâtre de la Ville de Tallinn, où elle joue de nombreux rôles.
Parallèlement à son travail théâtral, elle joue dans plusieurs séries télévisées (Kodu keset linna, 2005 ; Ohtlik lend, 2006 ; Riigimehed , 2010) et dans les longs métrages Kertu d'Ilmar Raag (2013) et Miekkailija (Le Maître d'escrime) de Klaus Härö (2015).